# Julia Donaldson
Julia Donaldson, CBE (London, 1948. szeptember 16. –) brit írónő, akit az egyik legsikeresebb gyerekkönyv-szerzőként tartanak számon, főleg Graffalo karaktere miatt. 2011 és 2013 között gyermekdíjas lett.

## Élete
Donaldson irodalmat és franciát tanult a Bristoli Egyetemen, és dolgozott szerkesztőként, újságíróként és tanárként. Ma szabadúszó íróként él a skóciai Glasgow-ban.
Pályafutását gyermektelevíziós dalok írásával kezdte. A Squash And A Squeeze című daluk szövege véletlenül Axel Scheffler illusztrátor kezébe került, aknek annyira megtetszett a szöveg, hogy ő maga illusztrálta. Az elkészült könyv 1993-ban jelent meg. Azóta számos gyerekkönyvet írt, köztük a The Gruffalo című bestsellert, amelyet szintén Axel Scheffler illusztrált. Három fontos angol könyvdíjat kapott (Smarties-díj, Blue Peter Award és az Experian Big Three Award) a The Gruffalo című könyvéért. A Graffaló több mint 30 nyelven jelent meg, folytatásként megjelent többek között a The Gruffalo`s child (A graffalókölyök) is.
Az Egyesült Királyságban Donaldson minden idők negyedik legkelendőbb szerzője J. K. Rowling, Jamie Oliver és James Patterson mögött. 2013-ban és 2014-ben megválasztották az év legolvasottabb szerzőjének.

## Magánélete
A 30-as éveiben „sütiharapásos” halláscsökkenést diagnosztizáltak nála, amely harapás alakú lyukat hagy a hallható spektrum középső tartományában, ami megnehezíti a beszéd és a zene hallását, és csak a szájról olvasás segít rajta.
Malcolm Donaldson, Julia férje nyugdíjas gyermekorvos tanácsadó. A pár korábban a kelet-dunbartonshire-i Bearsdenben lakott, majd 2014-ben a nyugat-sussexi Steyningbe költöztek. Három fiuk született, akik közül a legidősebb, Hamish szkizoaffektív rendellenességben szenvedett, és 2003-ban 25 évesen kioltotta az életét. Neki tulajdonítja néhány ötletes írásának inspirációját. A másik fiuk Alastair, aki a londoni Imperial College programozási nyelvek professzora, és Jerry. Alastair és Chris, a felesége, gyermekeikkel, Poppyval és Felixszel, néha csatlakoznak Juliához a gyerekeknek szóló előadásokon.

## Karitatív munka
Donaldson védnöke az ArtLink Central jótékonysági szervezetnek, amely hátrányos helyzetű közösségekbe helyezi a művészeket, és a Bookbug programnak, a Scottish Book Trust által működtetett és a skót kormány által finanszírozott programnak, amely több mint 500 000 könyvet ajándékoz meg éves gyermekeknek. Skóciában évente 0–5, arra ösztönözve a szülőket, hogy születésüktől kezdve osszák meg gyermekeikkel könyveiket. Emellett védnöke a Storybook Dads-nak, egy egyesült királyságbeli jótékonysági szervezetnek, amely segít a büntetésüket töltő fogvatartottaknak, hogy felvételeket küldjenek arról, ahogyan esti mesét olvasnak a gyermekeiknek, hogy kapcsolatot tarthassanak fenn a 200 000 gyermek közül néhánnyal, akiket a szülői bebörtönzés érint. A monmouthi Savoy Cinema védnöke is.

## Könyvei
| Év   | Cím                                                 | ISBN                   | Illusztrátor        | Megjegyzés                            |
| ---- | --------------------------------------------------- | ---------------------- | ------------------- | ------------------------------------- |
| 1993 | A Squash and a Squeeze                              | ISBN 1-4050-0477-0     | Axel Scheffler      |                                       |
| 1998 | Books and Crooks (Play)                             | ISBN 978-0-7487-3656-0 |                     |                                       |
| 1999 | The Gruffalo                                        | ISBN 0-333-71093-2     | Axel Scheffler      |                                       |
| 2000 | Monkey Puzzle                                       | ISBN 0-333-72001-6     | Axel Scheffler      |                                       |
| 2000 | Hide and Seek Pig (Tales from Acorn Wood)           | ISBN 978-0-333-96625-9 | Axel Scheffler      |                                       |
| 2000 | Postman Bear (Tales from Acorn Wood)                | ISBN 978-0-333-96624-2 | Axel Scheffler      |                                       |
| 2000 | Fox's Socks (Tales from Acorn Wood)                 | ISBN 978-0-333-96623-5 | Axel Scheffler      |                                       |
| 2000 | Rabbit's Nap (Tales from Acorn Wood)                | ISBN 978-1-4052-1788-0 | Axel Scheffler      |                                       |
| 2002 | Room on the Broom                                   | ISBN 0-333-90338-2     | Axel Scheffler      |                                       |
| 2002 | The Smartest Giant in Town                          | ISBN 0-333-96396-2     | Axel Scheffler      |                                       |
| 2002 | Night Monkey, Day Monkey                            | ISBN 978-0-7497-4893-7 | Lucy Richards       |                                       |
| 2003 | The Snail and the Whale                             | ISBN 0-333-98224-X     | Axel Scheffler      |                                       |
| 2003 | The Dinosaur's Diary                                | ISBN 0-141-31382-X     |                     |                                       |
| 2004 | One Ted Falls Out of Bed                            | ISBN 0-333-94782-7     | Anna Currey         |                                       |
| 2004 | The Gruffalo's Child                                | ISBN 1-4050-2045-8     | Axel Scheffler      |                                       |
| 2004 | The Giants and the Joneses                          | ISBN 0-8050-7805-3     | Greg Swearingen     |                                       |
| 2004 | The Magic Paintbrush                                | ISBN 978-0-333-96443-9 | Joel Stewart        |                                       |
| 2004 | The Wrong Kind of Bark                              | ISBN 1-4052-1062-1     | Garry Parsons       |                                       |
| 2004 | Brick-a-Breck                                       | ISBN 0-7136-6441-X     | Philippe Dupasquier |                                       |
| 2004 | Bombs and Blackberries                              | ISBN 0-7502-4125-X     | Thomas Docherty     |                                       |
| 2004 | The Head in the Sand: A Roman Play                  | ISBN 0-7502-4127-6     | Ross Collins        |                                       |
| 2005 | Chocolate Mousse for Greedy Goose                   | ISBN 1-405-02190-X     | Nick Sharratt       |                                       |
| 2005 | Charlie Cook's Favourite Book                       | ISBN 978-1-4050-3469-2 | Axel Scheffler      |                                       |
| 2005 | The Gruffalo Song and Other Songs                   | ISBN 1-4050-2234-5     | Axel Scheffler      |                                       |
| 2005 | The Quick Brown Fox Club                            | ISBN 1-4052-1268-3     | Lucy Richards       |                                       |
| 2005 | Sharing a Shell                                     | ISBN 978-1-4050-2048-0 | Lydia Monks         |                                       |
| 2005 | Spinderella                                         | ISBN 978-1-4052-8272-7 | Sebastien Braun     |                                       |
| 2005 | Wriggle and Roar                                    | ISBN 1-4050-2166-7     | Nick Sharratt       |                                       |
| 2005 | Crazy Mayonnaisy Mum                                | ISBN 0-3304-1490-9     | Nick Sharratt       |                                       |
| 2005 | Princess Mirror-Belle                               | ISBN 0-3304-1530-1     | Lydia Monks         |                                       |
| 2005 | Princess Mirror-Belle and the Magic Shoes           | ISBN 1-4050-4867-0     | Lydia Monks         |                                       |
| 2005 | Princess Mirror-Belle and the Flying Horse          | ISBN 0-3304-3795-X     | Lydia Monks         |                                       |
| 2006 | The Princess and the Wizard                         | ISBN 978-1-4050-5313-6 | Lydia Monks         |                                       |
| 2006 | Room on the Broom and Other Songs                   | ISBN 978-1-4050-9101-5 | Axel Scheffler      |                                       |
| 2006 | Rosie's Hat                                         | ISBN 978-1-4050-0007-9 | Anna Currey         |                                       |
| 2006 | Hippo Has a Hat                                     | ISBN 978-1-4050-2192-0 | Nick Sharratt       |                                       |
| 2006 | Play Time! A Selection of Plays                     | ISBN 0-3304-4595-2     |                     |                                       |
| 2007 | Follow the Swallow                                  | ISBN 978-1-4052-1788-0 | Martin Ursell       |                                       |
| 2007 | Tiddler                                             | ISBN 978-0-439-94377-2 | Axel Scheffler      |                                       |
| 2007 | Tyrannosaurus Drip                                  | ISBN 978-1-4050-9000-1 | David Roberts       |                                       |
| 2008 | One Mole Digging a Hole                             | ISBN 978-0-2307-0647-7 | Nick Sharratt       |                                       |
| 2008 | Stick Man                                           | ISBN 978-1-4071-0882-7 | Axel Scheffler      |                                       |
| 2009 | Toddle Waddle                                       | ISBN 978-0-230-70648-4 | Nick Sharratt       |                                       |
| 2009 | What the Ladybird Heard                             | ISBN 978-0-2307-0650-7 | Lydia Monks         |                                       |
| 2009 | Tabby McTat                                         | ISBN 978-1-4071-0924-4 | Axel Scheffler      |                                       |
| 2009 | The Troll                                           | ISBN 978-0-230-01793-1 | David Roberts       |                                       |
| 2009 | Running on the Cracks                               | ISBN 978-1-4052-2233-4 |                     | Donaldson első regénye tinédzsereknek |
| 2010 | Cave Baby                                           | ISBN 978-0-3305-2276-2 | Emily Gravett       |                                       |
| 2010 | Zog                                                 | ISBN 978-1-4071-1556-6 | Axel Scheffler      |                                       |
| 2011 | Freddie and the Fairy                               | ISBN 978-0-3305-1118-6 | Karen George        |                                       |
| 2011 | The Rhyming Rabbit                                  | ISBN 978-0-2307-4103-4 | Lydia Monks         |                                       |
| 2011 | The Highway Rat                                     | ISBN 978-1-4071-2437-7 | Axel Scheffler      |                                       |
| 2011 | The Gruffalo's Child and Other Songs                | ISBN 978-0-2307-6173-5 | Axel Scheffler      |                                       |
| 2011 | Jack and the Flumflum Tree                          | ISBN 978-0-230-71023-8 | David Roberts       |                                       |
| 2012 | Goat Goes to Playgroup                              | ISBN 978-1447254843    | Nick Sharratt       |                                       |
| 2012 | The Singing Mermaid                                 | ISBN 978-0230-75044-9  | Lydia Monks         |                                       |
| 2012 | Superworm                                           | ISBN 978-1-4071-3204-4 | Axel Scheffler      |                                       |
| 2012 | The Paper Dolls                                     | ISBN 978-0-2307-4108-9 | Rebecca Cobb        |                                       |
| 2012 | The Snake Who Came to Stay                          | ISBN 978-1-7811-2008-8 | Hannah Shaw         |                                       |
| 2012 | Mr Birdsnest and the House                          | ISBN 978-1-7811-2005-7 | Hannah Shaw         |                                       |
| 2013 | Sugarlump and the Unicorn                           | ISBN 978-1-4472-4019-8 | Lydia Monks         |                                       |
| 2013 | The Further Adventures of the Owl and the Pussy-cat | ISBN 978-0-1413-3288-8 | Charlotte Voake     |                                       |
| 2014 | The Flying Bath                                     | ISBN 978-0-2307-4260-4 | David Roberts       |                                       |
| 2014 | The Scarecrows' Wedding                             | ISBN 978-1-4071-4441-2 | Axel Scheffler      |                                       |
| 2015 | What the Ladybird Heard Next                        | ISBN 9781447275954     | Lydia Monks         |                                       |
| 2016 | The Detective Dog                                   | ISBN 978-1-5098-0159-6 | Sara Ogilvie        |                                       |
| 2016 | Princess Mirror-Belle and Prince Precious Paws      | ISBN 9781447285649     | Lydia Monks         |                                       |
| 2017 | Zog and the Flying Doctors                          | ISBN 978-1-4071-7350-4 | Axel Scheffler      |                                       |
| 2017 | The Everywhere Bear                                 | ISBN 978-1-4472-8073-6 | Rebecca Cobb        |                                       |
| 2017 | The Ugly Five                                       | ISBN 978-1-4071-7419-8 | Axel Scheffler      |                                       |
| 2018 | Animalphabet                                        | ISBN 9780525554158     | Sharon King-Chai    |                                       |
| 2018 | What the Ladybird Heard on Holiday                  | ISBN 978-1509837335    | Lydia Monks         |                                       |
| 2018 | The Cook and the King                               | ISBN 978-1-5098-1377-3 | David Roberts       |                                       |
| 2019 | The Smeds and the Smoos                             | ISBN 978-1407188898    | Axel Scheffler      |                                       |
| 2020 | The Hospital Dog                                    | ISBN 978-1509868315    | Sara Ogilvie        |                                       |
| 2021 | Cat's Cookbook (Tales from Acorn Wood)              | ISBN 978-1-5290-3436-3 | Axel Scheffler      |                                       |
| 2021 | Squirrel's Snowman (Tales from Acorn Wood)          | ISBN 978-1529034370    | Axel Scheffler      |                                       |
| 2022 | The Baddies                                         | ISBN 978-0702303517    | Axel Scheffler      |                                       |
| 2022 | Badger's Band (Tales from Acorn Wood)               | ISBN 978-1-5290-3439-4 | Axel Scheffler      |                                       |
| 2022 | Mole's Spectacles (Tales from Acorn Wood)           | ISBN 978-1529034387    | Axel Scheffler      |                                       |
| 2023 | The Oak Tree                                        |                        | Victoria Sandøy     |                                       |
| 2023 | Dormouse Has a Cold (Tales from Acorn Wood)         | ISBN 978-1035006908    | Axel Scheffler      |                                       |
| 2024 | Frog's Day Out (Tales from Acorn Wood)              | ISBN 978-1035006885    | Axel Scheffler      |                                       |
| 2024 | Jonty Gentoo - The Adventures of a Penguin          | ISBN 978-0702329432    | Axel Scheffler      |                                       |

### Magyarul megjelent
- A róka zoknija (Tölgyerdő meséi) (Fox's Socks) – Pagony, Budapest, 2010 · ISBN 9786155023002 · Fordította: Papp Gábor Zsigmond · Illusztrálta: Axel Scheffler(wd)[6]
- Nyuszi álmos (Tölgyerdő meséi) (Rabbit's Nap) – Pagony, Budapest, 2011 · ISBN 9786155023361 · Fordította: Papp Gábor Zsigmond · Illusztrálta: Axel Scheffler
- A legcsinosabb óriás (The Smartest Giant in Town) – Pagony, Budapest, 2011 · ISBN 9786155023385 · Fordította: Papp Gábor Zsigmond · Illusztrálta: Axel Scheffler
- Malacbújócska (Tölgyerdő meséi) (Hide-and-Seek Pig) – Pagony, Budapest, 2012 · ISBN 9786155023590 · Fordította: Papp Gábor Zsigmond · Illusztrálta: Axel Scheffler
- A Graffaló (A Graffaló 1.; The Gruffalo) – Pagony, Budapest, 2012 · ISBN 9786155023859 · Fordította: Papp Gábor Zsigmond · Illusztrálta: Axel Scheffler
- Tüköry Léda hercegkisasszony (Tüköry Léda 1.) (Princess Mirror-Belle) – Pagony, Budapest, 2012 · ISBN 9786155023910 · Fordította: Moldova Júlia · Illusztrálta: Lydia Monks
- Tüköry Léda és a varázscipő (Tüköry Léda 2.) (Princess Mirror-Belle and the Magic Shoes) – Pagony, Budapest, 2013 · ISBN 9786155291111 · Fordította: Moldova Júlia · Illusztrálta: Lydia Monks
- Tüköry Léda és a repülő ló (Tüköry Léda 3.) (Princess Mirror-Belle and the Flying Horse) – Pagony, Budapest, 2013 · ISBN 9786155291418 · Fordította: Papp Gábor Zsigmond · Illusztrálta: Axel Scheffler
- Boszi seprűnyélen (Room on the Broom) – Pagony, Budapest, 2013 · ISBN 9786155291036 · Fordította: Papp Gábor Zsigmond · Illusztrálta: Axel Scheffler
- A Graffalókölyök (A Graffaló 2.; The Gruffalo's Child) – Pagony, Budapest, 2014 · ISBN 9786155441103 · Fordította: Papp Gábor Zsigmond · Illusztrálta: Axel Scheffler
- Bot Benő (Stick Man) – Pagony, Budapest, 2014 · ISBN 9786155441431 · Fordította: Papp Gábor Zsigmond · Illusztrálta: Axel Scheffler
- Szökjünk meg az óriásoktól! (The Giants and the Joneses) – Pagony, Budapest, 2014 · ISBN 9786155441097 · Fordította: Papp Gábor Zsigmond · Illusztrálta: Axel Scheffler
- A zsúfolt házikó (A Squash and a Squeeze) – Pagony, Budapest, 2015 · ISBN 9789634100621 · Fordította: Papp Gábor Zsigmond · Illusztrálta: Axel Scheffler
- Macskazene (Tabby McTat) – Pagony, Budapest, 2015 · ISBN 9786155441974 · Fordította: Papp Gábor Zsigmond · Illusztrálta: Axel Scheffler
- Papírbabák (The Paper Dolls) – Pagony, Budapest, 2015 · ISBN 9786158001465 · Fordította: Papp Gábor Zsigmond · Illusztrálta: Rebecca Cobb
- Boszi seprűnyélen – Óriás foglalkoztatókönyv (Room on the broom : big activity book) – Pagony, Budapest, 2015 · ISBN 9786155441998 · Fordította: Tar W. Krisztina · Illusztrálta: Axel Scheffler
- Malacbújócska (Tölgyerdő meséi) (Hide-and-Seek Pig) – Pagony, Budapest, 2017 · ISBN 9789634102861 · Fordította: Papp Gábor Zsigmond · Illusztrálta: Axel Scheffler
- Zog, a sárkány (Zog 1.; Zog) – Pagony, Budapest, 2017 · ISBN 9789634103073 · Fordította: Papp Gábor Zsigmond · Illusztrálta: Axel Scheffler
- Zog és a repülő doktorok (Zog 2.; Zog and the Flying Doctors) – Pagony, Budapest, 2017 · ISBN 9789634102731 · Fordította: Papp Gábor Zsigmond · Illusztrálta: Axel Scheffler
- A bandita patkány (The Highway Rat) – Pagony, Budapest, 2017 · ISBN 9789634103226 · Fordította: Papp Gábor Zsigmond · Illusztrálta: Axel Scheffler
- A nyomozókutya (The Detective Dog) – Pagony, Budapest, 2017 · ISBN 9789634102922 · Fordította: Papp Gábor Zsigmond · Illusztrálta: Sara Ogilvie
- A majom mamája (Monkey Puzzle) – Pagony, Budapest, 2018 · ISBN 9789634104179 · Fordította: Papp Gábor Zsigmond · Illusztrálta: Axel Scheffler
- Az öt csúfság (The Ugly Five) – Pagony, Budapest, 2018 · ISBN 9789634104155 · Fordította: Papp Gábor Zsigmond · Illusztrálta: Axel Scheffler
- A madárijesztők esküvője (The Scarecrows' Wedding) – Pagony, Budapest, 2018 · ISBN 9789634103578 · Fordította: Papp Gábor Zsigmond · Illusztrálta: Axel Scheffler
- Mackó levelei (Tölgyerdő meséi) (Postman Bear) – Pagony, Budapest, 2019 · ISBN 9789634102878 · Fordította: Papp Gábor Zsigmond · Illusztrálta: Axel Scheffler
- Pikó, a nagyotmondó kishal (Tiddler) – Pagony, Budapest, 2019 · ISBN 9789634104506 · Fordította: Papp Gábor Zsigmond · Illusztrálta: Axel Scheffler
- Kvirtek és kvartok (The Smeds and The Smoos) – Pagony, Budapest, 2019 · ISBN 9789634105404 · Fordította: Papp Gábor Zsigmond · Illusztrálta: Axel Scheffler
- Zog, a sárkány + 7 másik mese – Bologna, Budapest, 2019 · ISBN 9786158140010 · Fordította: Papp Gábor Zsigmond · Felolvasta: Csákányi Eszter, Elek Ferenc, Fesztbaum Béla, Gryllus Dorka, Györgyi Anna, Gyabronka József, Ónodi Eszter, Papp János, Pogány Judit, Scherer Péter, Vida Péter, Mikó István
- A graffaló + 6 másik mese – Bologna, Budapest, 2019 · ISBN 9786158140003 · Fordította: Papp Gábor Zsigmond · Felolvasta: Csákányi Eszter, Elek Ferenc, Fesztbaum Béla, Gryllus Dorka, Györgyi Anna, Gyabronka József, Ónodi Eszter, Papp János, Pogány Judit, Scherer Péter, Vida Péter, Mikó István
- Cicus főzni tanul (Tölgyerdő meséi) (Cat's Cookbook) – Pagony, Budapest, 2021 · ISBN 9789634107903 · Fordította: Papp Gábor Zsigmond · Illusztrálta: Axel Scheffler
- Mókus és a hóember (Tölgyerdő meséi) (Squirrel's snowman) – Pagony, Budapest, 2021 · ISBN 9789634107910 · Fordította: Papp Gábor Zsigmond · Illusztrálta: Axel Scheffler
- Kovács Bence kedvenc könyve (Charlie Cook's Favourite Book) – Pagony, Budapest, 2021 · ISBN 9789634107408 · Fordította: Papp Gábor Zsigmond · Illusztrálta: Axel Scheffler
- A gyógyító kutya (The Hospital Dog) – Pagony, Budapest, 2021 · ISBN 9789634107385 · Fordította: Papp Gábor Zsigmond · Illusztrálta: Sara Ogilvie
- Borz zenekara (Tölgyerdő meséi) (Badger's band) – Pagony, Budapest, 2022 · ISBN 9789635872329 · Fordította: Papp Gábor Zsigmond · Illusztrálta: Axel Scheffler
- Vakond szemüvege (Tölgyerdő meséi) (Mole's spectacles) – Pagony, Budapest, 2022 · ISBN 9789635872299 · Fordította: Papp Gábor Zsigmond · Illusztrálta: Axel Scheffler
- A csiga és a bálna (The Snail and the Whale) – Pagony, Budapest, 2023 · ISBN 9789635873920 · Fordította: Papp Gábor Zsigmond · Illusztrálta: Axel Scheffler
- Pele megfázott (Tölgyerdő meséi) (Dormouse has a cold) – Pagony, Budapest, 2023 · ISBN 9789635874750 · Fordította: Papp Gábor Zsigmond · Illusztrálta: Axel Scheffler
- A három goni (The Baddies) – Pagony, Budapest, 2023 · ISBN 9789635874064 · Fordította: Papp Gábor Zsigmond · Illusztrálta: Axel Scheffler
- Csodakukac (Superworm) – Pagony, Budapest, 2024 · ISBN 9789635875344 · Fordította: Papp Gábor Zsigmond · Illusztrálta: Axel Scheffler
- Nyuszika új ruhája (Hare's New Dress) – Pagony, Budapest, 2025 · ISBN 9789635878222 · Fordította: Papp Gábor Zsigmond · Illusztrálta: Axel Scheffler

## Fordítás
- Ez a szócikk részben vagy egészben  a   Julia Donaldson című német Wikipédia-szócikk fordításán alapul.  Az eredeti cikk szerkesztőit annak laptörténete sorolja fel. Ez a jelzés csupán a megfogalmazás eredetét és a szerzői jogokat jelzi, nem szolgál a cikkben szereplő információk forrásmegjelöléseként.
- Ez a szócikk részben vagy egészben  a   Julia Donaldson című angol Wikipédia-szócikk fordításán alapul.  Az eredeti cikk szerkesztőit annak laptörténete sorolja fel. Ez a jelzés csupán a megfogalmazás eredetét és a szerzői jogokat jelzi, nem szolgál a cikkben szereplő információk forrásmegjelöléseként.